# Beverly Cleary
Beverly Atlee Cleary, nacida Bunn (McMinnville, 12 de abril de 1916-Carmel-by-the-Sea, 25 de marzo de 2021), fue una escritora estadounidense de libros para niños y jóvenes.

## Biografía
Cleary comenzó a escribir en 1950. Su primer libro para niños fue Henry Huggins sobre un niño y su perro Ribsy. En 1955 siguió con otro libro de éxito Beezus and Ramona, el primero de una serie que continuó hasta 1999. 
En 1984, Cleary fue nominada para el Premio Hans Christian Andersen. Sus libros se encuentran en más de veinte idiomas.

#### Muerte
Cleary falleció el 24 de marzo de 2021, a los 104 años, en su casa en el norte de California, Estados Unidos, informó la editorial Harper Collins.

## Obra
- Henry Huggins,[6] Morrow, 1950 †
- Ellen Tebbits,[7] Morrow, 1951
- Henry and Beezus,[8] Morrow, 1952 †
- Otis Spofford,[9] Morrow, 1953
- Henry and Ribsy,[10] Morrow, 1954 †
- Beezus and Ramona,[11] Morrow, 1955 ‡
- Fifteen,[12] Morrow, 1956
- Henry and the Paper Route,[13] Morrow, 1957 †
- The Luckiest Girl,[14] Morrow, 1958
- Jean and Johnny,[15] Morrow, 1959
- The Hullabaloo ABC,[16] Parnassus, 1960
- The Real Hole,[17] Morrow, 1960
- Leave It To Beaver, Berkley, 1960
- Beaver and Wally,[18] Berkley, 1961
- Here's Beaver!,[19] Berkley, 1961
- Two Dog Biscuits,[20] Morrow, 1961
- Emily's Runaway Imagination,[20] Morrow, 1961
- Henry and the Clubhouse, Morrow, 1962 †
- Sister of the Bride, Morrow, 1963
- Ribsy, Morrow, 1964 †
- The Mouse and the Motorcycle,[20] Morrow, 1965
- The Growing-Up Feet,[20] Morrow, 1967
- Mitch and Amy,[20] Morrow, 1967
- Ramona the Pest,[20] Morrow, 1968 ‡
- Runaway Ralph,[20] Morrow, 1970
- Socks,[20] Morrow, 1973
- Ramona the Brave,[20] Morrow, 1975 ‡
- Ramona and Her Father,[20] Morrow, 1977 ‡
- Ramona and Her Mother,[20] Morrow, 1979 ‡
- Ramona Quimby, Age 8,[20] Morrow, 1981 ‡
- Ralph S. Mouse, Morrow,[20] 1982
- Dear Mr. Henshaw,[20] Morrow, 1983
- Ramona Forever,[20] Morrow, 1984 ‡
- The Ramona Quimby Diary,[20] Morrow, 1984
- Lucky Chuck,[20] Morrow, 1984
- Janet's Thingamajigs,[20] Morrow, 1987
- A Girl from Yamhill,[20] Morrow, 1988
- Muggie Maggie,[20] Morrow, 1990
- Strider,[20] Morrow, 1991
- Petey's Bedtime Story,[20] Morrow, 1993
- My Own Two Feet,[20] Morrow, 1995
- Ramona's World,[20] Morrow, 1999 ‡
- Two Times the Fun[20] (omnibus containing The Real Hole, Two Dog Biscuits, The Growing-Up Feet, and Janet's Thingamajigs), Morrow, 2005

† Henry Huggins series (1950-1964)

‡ Ramona series (1955-1999)

### Adaptaciones
- Ramona (1988): serie de televisión canadiense de diez capítulo, protagonizada por Sarah Polley como Ramona Quimby a los 8 años.[22]
- Ramona and Beezus (2010): película protagonizada por Joey King como Ramona y Selena Gomez como Beezus.